# Метро (фильм, 2013)
«Метро́» — российский фильм-катастрофа, поставленный режиссёром Антоном Мегердичевым по мотивам одноимённого романа Дмитрия Сафонова и реальных событий в Ленинградском метрополитене в 1974 году. Российская премьера в кинотеатрах была запланирована на 21 декабря 2012 года, но затем была перенесена на 21 февраля 2013 года. Телепремьера состоялась 29 декабря 2013 года на «Первом канале».

## Сюжет
Из-за продолжительной точечной застройки в центре Москвы, влекущей за собой вбивание свай в карст, тоннель Московского метрополитена, построенный в 1935 году, поддаётся плывунному пробою под воздействием колебаний от проходящих по нему поездов вследствие нарушения его герметичности. Однажды ночью тоннельный обходчик Сергеич находит небольшую протечку в своде тоннеля между станциями «Садовая» и «Парк культуры» (как раз в этом месте над тоннелем протекает Москва-река) и сообщает об этом дежурному по станции, но тот отвечает, что это всего лишь грунтовые воды. Параллельно Ирина Гарина разрывается между любовником (бизнесменом Владом Константиновым) и мужем (хирургом районной больницы Андреем Гариным) с их дочерью Ксюшей. Константинов считает, что Гарин ей не ровня, и пытается уговорить её развестись. Приехав после командировки из Киева, она проводит ночь с Константиновым и не успевает приехать домой утром, из-за чего Андрею приходится самому везти Ксюшу в школу. По воле обстоятельств они не могут ехать на машине Гарина и идут в метро на станцию «Садовая». Одновременно туда же спускается и Константинов, спешащий на работу, но вынужденный бросить машину из-за дорожной пробки. Тем временем Сергеич, выпивая рядом с «Садовой» со случайной знакомой Галиной, вспоминает, что вода из протечки в тоннеле пахла тиной, а значит, это не грунтовые воды. В этот момент их задерживает полиция за распитие спиртного в общественном месте, но Галине удаётся вырваться, и она сбегает в метро. В отделении Сергеич требует телефон, чтобы сообщить всё диспетчеру, но полицейские глухи к его просьбам.
В тоннеле вода пробивает брешь в потолке. Машинист поезда № 42, в котором, по совпадению, находятся Гарины, Константинов и Галина, замечает поток слишком поздно и начинает экстренное торможение. Поезд на полном ходу сходит с рельсов, но инерция продолжает толкать его вперёд, и он врезается в водный поток и образовавшийся от него завал; часть пассажиров погибает во время торможения из-за давки в вагонах, а часть, сидевшая в первых вагонах, гибнет под обрушившимися на них обломками вагонов и потоками воды. Оставшиеся в живых выбираются из вагонов. Константинов — единственный, кто вместо того, чтобы идти по рельсам, залезает на крышу вагона. Переползая по ним, он видит в одном из окон Гарина, который пытается найти Ксюшу под грудой тел. Явно увлечённый желанием спасти Ксюшу, чтобы ему потом было чем отчитаться перед Ириной, он помогает Гарину (при этом Гарин узнаёт Константинова, так как когда-то они и Ирина вместе учились в институте). Гарины собираются последовать за остальными, но Константинов их останавливает, указывая, что контактный рельс всё ещё под напряжением, и им лучше подождать, когда его отключат; про остальных выживших, которые к тому моменту все убежали вперёд, Константинов говорит, что «надеется, что им повезёт». Тем временем дежурный по станции видит, что метка злополучного поезда на радаре остановилась посередине перегона, и пытается выйти на связь с его машинистом. Не дождавшись ответа и догадываясь, что случилась катастрофа, а в тоннеле одновременно люди и вода (все насосы откачки работают на полную мощность), он решает отключить контактный рельс, но для этого ему приходится подождать, пока следующий поезд не отъедет в другую фидерную зону. К тому моменту вода поднимается слишком высоко и до отключения происходит короткое замыкание; в итоге все, кто не успел выбежать из затопленного участка тоннеля, погибают от удара током. Гарины вместе с собачкой погибшей пассажирки Тявкой, Константинов и присоединившиеся к ним Галина, курьер Михаил и парочка Денис с Алисой наконец выдвигаются вперёд. Но через некоторое время потоки воды отцепляют и сдвигают им вслед последний вагон поезда, и все, кроме Михаила, спешно забираются в проход в стене тоннеля, ведущий в технический колодец. Михаил, будучи очень напуганным, отказывается залезать в проход, считая, что им нужно идти только вперёд, и в итоге погибает, когда течение накатывает на него вагон.
Из прохода в стене выжившие пассажиры попадают в небольшой бункер, построенный в период застройки метрополитена, а из него — в технический колодец, имеющий вертикальную шахту, которая заканчивается решёткой ливнёвой канализации где-то на поверхности земли, прямо на проезжей части. До решётки не добраться — она слишком высоко, а связаться по мобильному телефону с внешним миром не удаётся — от поверхности их отделяют 7 метров бетона и грунта, которые экранируют радиоволны. Те выжившие, которые избежали удара током, добираются до «Садовой»; станцию оцепляют и наконец разворачивают спасательную операцию. Отцепившийся вагон, подгоняемый течением, застревает в проёме тоннельной гермодвери, создав тем самым плотный затвор, из-за чего уровень воды в тоннеле и в колодце начинает быстро повышаться. Одновременно растёт напряжение между Константиновым и Гариным, так как последний поначалу не может понять, почему тот испытывает интерес к его дочери, но затем (по поведению Влада и его косвенным намёкам) догадывается о связи между ним и Ириной (Влад даже заявляет Андрею, что не бросит Ирину с Ксюшей, если выживет). Когда уровень воды поднимает их к решётке, Гарину и Константинову удаётся дозвониться до Ирины (которая уже в курсе катастрофы), но они успевают ей сказать только то, что они в бункере, после чего, не удержавшись в воде, роняют телефон. Они пытаются привлечь к себе внимание через решётку, но безуспешно. Ирину, которая в истерике пытается сообщить спасательной команде о людях в бункере, слышит помощник машиниста Вася, который, будучи диггером, понимает, о чём она говорит, и уговаривает направить несколько спасателей туда, где, по его мнению, может быть решётка, ведущая в колодец. Но в это время вода под напором срывает с вагона головную маску, в освободившийся проход устремляется бурный поток, и уровень воды в бункере резко падает, утягивая героев обратно в тоннель. Спасатели спускаются в бункер, но, видя только мокрые стены, сообщают Ирине, что все, кто там был, скорее всего, утонули, приводя её в отчаяние. Герои (кроме исчезнувшей Галины) добираются до станции-призрака «Бородинская» (которая находится недалеко от «Садовой») и залезают на платформу, чтобы отдохнуть. У Константинова окончательно сдают нервы, и он сообщает, что, скорее всего, их не спасут, потому что во избежание дальнейшего затопления метрополитена (в сцене совещания МЧС выясняется, что затопление всего метрополитена вызовет большое проседание почвы в центре Москвы) участок, на котором они находятся, локализуют и зальют жидким азотом. Затем он начинает неприятно отзываться об Ирине, говоря, что та стала его любовницей из-за Гарина, потому что тот перестал проявлять к ней должное внимание, а затем и вовсе заявляет, что и сам не любим Ириной; просто ей нужен любовник, не похожий на Андрея. Это провоцирует Гарина на драку, и он чуть не топит Влада в воде — драку прерывает крик догнавшей их Галины, также привлёкший внимание группы спасения, которая была направлена в тоннель после того, как оттуда выбрались выжившие.
Через некоторое время спасатели находят героев. В этот же момент в той части тоннеля, где застрял разбившийся поезд, целиком рушится свод, и гигантские потоки воды заполняют тоннель. Спасатели успевают вовремя связаться с руководителями операции по спасению, и гермодверь перед станцией перекрывает проход воде. Герои добираются до бункера и наконец вылезают через решётку на улицу. Алиса и Денис вместе уезжают в больницу. У Гарина с Ириной происходит напряжённая сцена, где он молча пресекает все её попытки подступить к нему. Пока их осматривают, один из врачей просит Гарина поехать к ним в больницу. Одновременно к Константинову подходит его подчинённый и тоже просит его поехать с ним. Фильм завершается сценой, где машина Константинова разъезжается в разные стороны с машиной скорой помощи, в которой сидят Гарины. На мгновение автомобили останавливаются, и в открывшуюся дверь скорой на зов Ксюши запрыгивает спасённая Тявка.

## В ролях
- Сергей Пускепалис — Андрей Борисович Гарин, врач
- Анатолий Белый — Владислав (Влад) Константинов
- Светлана Ходченкова — Ирина Александровна Гарина
- Анфиса Вистингаузен — Ксения (Ксюша) Гарина
- Алексей Бардуков — Денис Истомин
- Екатерина Шпица — Алиса
- Елена Панова — Галина Дергач
- Станислав Дужников — Михаил, курьер
- Сергей Сосновский — Сергеич, тоннельный обходчик
- Ярослав Жалнин — Зимин, диспетчер
- Михаил Фатеев — Валерий Петрович Клоков, диспетчер и дежурный по станции
- Николай Рябков — Шевченко, диспетчер электромеханической службы метрополитена
- Александр Яковлев — Алексей Петрович Валеев, машинист поезда № 17
- Иван Макаревич — Василий (Вася) Лиутин, помощник машиниста поезда № 17
- Константин Орливский — Борис (Боря), машинист поезда № 42
- Александр Фисенко — Селивёрстов, спасатель, капитан МЧС
- Кирилл Плетнёв — Сергей Назимов, телекорреспондент
- Дмитрий Орлов — оператор
- Владимир Стержаков — Александр Николаевич Буров, начальник Московского метрополитена
- Анатолий Котенёв — Мэр Москвы

## Съёмочная группа
- Режиссёр-постановщик — Антон Мегердичев
- Продюсеры — Игорь Толстунов (генеральный продюсер), Сергей Козлов, Ксения Соколова (исполнительный продюсер), Александр Козлов (линейный продюсер)
- Сценаристы — Денис Курышев, Виктория Евсеева
- Операторы-постановщики — Сергей Астахов, Сергей Шульц
- Композитор — Юрий Потеенко, Алексей HarDrum (аранжировка)

## Производство
При создании фильма авторы опирались не только на литературный источник, но и на реальные события 1974 года, когда в ленинградском метро плывун разрушил тоннели Кировско-Выборгской линии. В съёмочную группу вошёл кинооператор Сергей Астахов, который в 1986 году снимал художественный фильм «Прорыв», повествующий о ленинградской техногенной аварии 1974 года.
Хотя в романе Сафонова события происходят на перегоне между станциями «Тушинская» и «Щукинская» с участием станции-призрака «Спартак» (в романе она указана под старым названием «Волоколамская»; с 2014 года — действующая станция), местность в Тушине, где находится этот перегон, показалась съёмочной группе унылой и бесперспективной, а руководство Московского метрополитена после увольнения начальника Дмитрия Гаева отказалось дать разрешение на съёмки и как-либо сотрудничать с продюсерами, из-за чего  в том числе списанные вагоны для съёмок им пришлось покупать за свой счёт.
Рассматривалась возможность съёмок в Минском метрополитене, однако после теракта на станции «Октябрьская» от этой идеи отказались. В итоге разрешение на съёмки было получено у руководства Самарского метрополитена, который, по словам режиссёра фильма Антона Мергедичева, спас проект. Чтобы отойти от полной документальности (однако это не отменило критику сотрудниками ГУП «Московский метрополитен» за неправдоподобие демонстрации работы), действие фильма происходит на вымышленных станциях: вместо «Тушинской» — «Садовая» (в качестве неё была использована станция «Московская») и вместо «Спартака» — «Бородинская» (была использована станция «Алабинская», которая в тот период была в состоянии застройки). Небольшую сцену в депо снимали в депо того же Самарского метрополитена. Вход в наземный вестибюль «Садовой» снимали в Москве у здания «Ростелекома» на Зубовской площади, дом № 3. Финальную сцену снимали тоже в Москве на Новодевичьем проезде.
Съёмки начались 6 мая 2011 года. С 9 по 25 октября прошли съёмки в Самаре. Там первыми начали снимать эпизоды на «Бородинской». Из-за наличия бетонной пыли большая часть съёмочной группы носила респираторные маски, актёры в перерывах между дублями тоже их носили. На недостроенных в тот момент железнодорожных путях возвели нечто вроде бассейна (чтобы создать эффект затопления) и, поскольку в тот период на станции была очень низкая температура, актёры часто просиживали в нём в перерыве между съёмками (в бассейне для этого нагревали воду; в сцене драки Гарина и Константинова видно, что у Гарина от одежды идёт пар). Во время съёмки других водных сцен воду не нагревали и актёры носили под одеждами гидрокостюмы. В массовке были задействованы актёры самарских театров, в том числе в групповых сценах снимались около 800 самарцев.
В роли собаки Тявки снимался метис Пётр — наполовину йорк, наполовину миниатюрный пинчер. Хотя в титрах указан именно Пётр, роль Тявки (по словам Анфисы Вистингаузен) сыграли сразу несколько собак, так как у Петра от частого нахождения в воде случался нервный срыв.
Самарский метрополитен выделил для съёмок один поезд, который сначала сняли в роли поезда № 17 (который уводят в обратную сторону от места катастрофы), а после — в роли поезда № 42 (который попадает уже в саму катастрофу). Для съёмок самой катастрофы был построен тоннель метрополитена в натуральную величину и протяжённостью в 117 метров, куда поместили настоящие вагоны метро, в которых снимались внутренние эпизоды и крупные планы. Для более масштабных сцен использовались уменьшенная декорация тоннеля в масштабе 1:3 длиной 20 метров с макетами вагонов такого же масштаба, которую установили в бассейне, а над бассейном дополнительно поставили резервуар с тремя тоннами воды. Причём при постройке уменьшенной версии не рассчитали соразмерность самой декорации с размерами кинокамер, из-за чего для некоторых эпизодов съёмочная группа вырывала куски декоративного потолка тоннеля, потому что иначе камера не пролезала между потолком и крышей вагонов. В этой же уменьшенной версии снимали эпизоды с гермодверью. Декорация шахты, где уровень воды поднимает героев до водостока, была построена в специальном резервуаре. Для актёров это была одна из сложных сцен, так как они находились фактически в настоящем замкнутом пространстве: съёмочная группа расположилась от них на некотором расстоянии, а камера была установлена на удлинённом штативе, который просунули в специально проделанную дыру в стене декорации. Екатерина Шпица и Анатолий Белый испытывали во время съёмок этой сцены приступы клаустрофобии. В эпизоде, где вода резко спадает, стенки декорации поднимались вверх вместе с камерой, что создавало эффект резкого спада воды.
Елена Панова и Екатерина Шпица в период съёмок узнали, что они обе беременны (дочь Пановой и сын Шпицы родились с разницей в 5 дней), что добавило актрисам различных трудностей: в частности, в сцене, где Алиса пытается затащить в вагон Дениса, которого зажало между дверным проёмом вагона и стеной тоннеля, Шпице пришлось целиком наигрывать все эмоции потуг на лице, потому что какие-либо напряжения брюшного пресса ей были противопоказаны.
Над визуальными эффектами (гигантские потоки воды, трёхмерная модель поезда, обрушения тоннеля и закрытие хромакеев) под руководством VFX супервайзера фильма Бориса Луцюка работали 5 студий: «Амальгама», «Piastro VFX», «Ulitka», «Main Road|Post» и «ALGOUS studio». Предварительную визуализацию сцены с крушением поезда создала студия CGF. Всего было сделано около 900 шотов с эффектами, из них 400 — с имитацией воды. Саму сцену катастрофы снимали две недели.

## Прокат
Фильм вышел в прокат 21 февраля 2013 года. Сборы фильма в России и странах СНГ составили немногим более 12 млн долларов).
Права на показ фильма по телевидению приобрёл Первый канал.

## Выход на DVD и Blu-ray

Обложка французского выпуска фильма

12 марта 2013 года Lizard Cinema Trade выпустила фильм сразу на DVD и Blu-ray. DVD-издание содержит звуковые дорожки Dolby Digital 5.1 и DTS 5.1. Blu-ray-издание содержит только дорожку DTS-HD Master audio 5.1.
12 августа 2013 года фильм был выпущен компаниями Showshank Films и Condor Entertainment во Франции на DVD и Blu-ray под англоязычным названием «Subwave» (с англ. — «Волна в метро»), и это был первый зарубежный выпуск фильма, который целиком продублирован на иностранный язык, включая титры и кадр с названием. Во французской версии Ксюшу зовут Соней и французская версия приблизительно на 6 минут короче оригинальной. Финальная песня «Молитва» группы «Би-2» во французском издании заменена на две песни: «Spirit» и «Romance» Амен Байромен.
22 ноября 2013 года фильм вышел на DVD в Германии под названием «Metro — Im Netz des Todes» (нем. Метро — в сетях смерти). Немецкая DVD-версия тоже короче оригинальной версии примерно на 6 минут, но в ней сохранены оригинальные имена персонажей и музыкальные дорожки. Кадр с названием тоже продублирован, но вступительные и финальные титры, как во французской DVD-версии, не тронуты.
16 октября 2013 года фильм вышел на DVD и Blu-ray в Испании под названием «Pánico en el metro» (исп. Паника в метро). Испанская версия тоже сохраняет все оригинальные имена и музыкальные дорожки, и, в отличие от французской и немецкой, не урезана.

## Оценки и критика

### Положительные оценки
| Рейтинги | Рейтинги |
| Издание  | Оценка   |
| -------- | -------- |
| Film.ru  | [ 18 ]   |
| Афиша    | [ 19 ]   |

Обозреватель Анна Жураковская в своей рецензии на оренбургском сайте газеты «Аргументы и факты» положительно отозвалась о фильме, отметив в первую очередь интересную человеческую историю, которая «настолько тонко вплетена в сюжет катастрофы, что не отпускает тебя до финальных титров». Она также похвалила качество производства: «Отличный звук, великолепная „картинка“ позволяют… почувствовать себя действительно участниками этих захватывающих событий».
Павел Прядкин в рецензии на сайте Film.ru дал более сдержанную оценку художественной составляющей картины, иронично заметив: «Сколько бы „Метро“ ни злоупотребляло сериальными „восьмерками“ и мелодраматическими банальностями, москвичи наверняка с удовольствием посмотрят на то, как запросто могут утонуть по дороге на работу».

### Отрицательные оценки
Правдоподобие фильма подверглось критике со стороны сотрудников ГУП «Московский метрополитен», отметивших несоответствие сюжета фильма реальному устройству метрополитена и работе его служб, найдя в фильме тридцать киноляпов. Отвечая на критику, исполнитель главной роли Сергей Пускепалис, которого пригласили в электродепо ТЧ-1 «Северное» для демонстрации допущенных в фильме ошибок, напомнил, что фильм — это художественное произведение, и подобные расхождения с действительностью отчасти нацелены на достижение необходимого эмоционального эффекта. 
С сомнением к фильму также отнеслись сотрудники Самарского метрополитена, где и проходили съёмки (в частности, в электродепо ТЧ-1 «Кировское» и на станции «Алабинская»).

## Награды
| Награда                      | Категория                            | Лауреат/Номинант                  | Результат |
| ---------------------------- | ------------------------------------ | --------------------------------- | --------- |
| «Ника»                       |                                      |                                   |           |
| Лучшая работа оператора      | Сергей Астахов, Сергей Шульц         | Победа                            |           |
| Лучший фильм                 |                                      | Номинация                         |           |
| Лучшая работа звукорежиссёра | Ростислав Алимов                     | Номинация                         |           |
| «Золотой орёл»               | Лучшая мужская роль в кино           | Сергей Пускепалис, Анатолий Белый | Номинация |
| «Золотой орёл»               | Лучшая работа художника-постановщика | Павел Новиков                     | Номинация |
| «Жорж»                       | Лучший российский экшн               |                                   | Номинация |
| «Жорж»                       | Лучшая российская драма              |                                   | Номинация |